# Eberhard Waechter
Eberhard Waechter (n. 8 iulie 1929, Viena – d. 29 martie 1992, Viena) a fost un cântăreț de operă austriac, unul dintre baritonii renumiți ai secolului trecut.
1. 1 2  Autoritatea BnF, accesat în 10 octombrie 2015
2. ↑  „Eberhard Waechter”, Internet Movie Database, accesat în 15 octombrie 2015
3. ↑  „Eberhard Waechter”, Gemeinsame Normdatei, accesat în 11 decembrie 2014
4. ↑  Eberhard Wachter, Find a Grave, accesat în 9 octombrie 2017
5. ↑  Eberhard Wächter (baritone), SNAC, accesat în 9 octombrie 2017
6. ↑  Eberhard Waechter, Brockhaus Enzyklopädie
7. ↑  Eberhard Wächter, Munzinger Personen, accesat în 9 octombrie 2017
8. ↑  „Eberhard Waechter”, Gemeinsame Normdatei, accesat în 30 decembrie 2014
9. 1 2 3  Genealogics
10. ↑  CONOR.SI[*] Verificați valoarea |titlelink= (ajutor)
11. ↑  IdRef, accesat în 12 martie 2020